# Musikalischer Tugendtspiegel
La Musicalischer Tugendtspiegel è una raccolta di 20 danze (pavane e gagliarde)  , scritte da Erasmus Widmann. Essa fu composta nel 1613 a Weikersheim, quando Widmann era attivo alla corte di Hohenlohe-Langenburg in qualità di precettore e organista.

## Caratteristiche
La grande originalità che caratterizza questa composizione sta nella assegnazione dei titoli a ogni danza: ognuno di essi è infatti il corrispettivo di un nome femminile.
- Margaretha (Margherita)
- Johanna (Giovanna)
- Magdalena (Maddalena)
- Anna (Anna)
- Christina (Cristina)
- Sibylla (Sibilla)
- Maria (Maria)
- Dorothea (Dorotea)
- Susanna (Susanna)
- Rosina (Rosina)
- Felicitas (Felicita)
- Regina (Regina)
- Sophia (Sofia)
- Barbara (Barbara)
- Agatha (Agata)
- Clara (Chiara/Clara)
- Euphrosina (Eufrosina)
- Ursula (Orsola)
- Helena (Elena)
- Catharina (Caterina)

## Organico
L'organico originale prevede l'utilizzo di flauto soprano, flauto contralto, flauto tenore, violoncello e clavicembalo.